# Soledad Loaeza
María Soledad Loaeza Tovar (Ciudad de México, 29 de abril de 1950) es una licenciada en Relaciones Internacionales, doctora en Ciencias Políticas, catedrática, investigadora, escritora, historiadora y académica mexicana. Se ha especializado en el estudio del proceso de democratización y las transformaciones de la sociedad en México.

## Semblanza biográfica
Realizó sus estudios de bachillerato en la Escuela Nacional Preparatoria Plantel 4 "Vidal Castañeda y Najera" perteneciente a la UNAM. Cursó la licenciatura en Relaciones Internacionales en El Colegio de México, obteniendo el título, en 1972, con la tesis La política exterior del general Charles de Gaulle, 1962-1970. Viajó a Europa para realizar estudios de especialización de Relaciones Internacionales en el Geschwister Scholl Institut en Múnich y un doctorado de Estado summa cum laude en Ciencias Políticas en el Instituto de Estudios Políticos de París con la tesis Classes moyennes, démocratie et nationalisme au Mexique. L'éducation à la recherche du consensus.
Ha impartido clases en El Colegio de México, la Universidad Iberoamericana (UIA), el Instituto Tecnológico Autónomo de México (ITAM), en la Universidad Autónoma Metropolitana Unidad Iztapalapa (UAM) y en la Facultad de Ciencias Políticas y Sociales de la Universidad Nacional Autónoma de México (UNAM). Por otra parte, ha impartido cursos en institutos y universidades de Reino Unido, España, Estados Unidos y Francia. Habla cinco idiomas: español, francés, inglés, alemán e italiano.
Desde 1987, ha sido miembro de la Academia Mexicana de Ciencias. Desde 1990, ha sido miembro de la International Political Science Association, llegando a ser miembro del Comité Ejecutivo de 1991 a 1997. Desde 2005, ha sido miembro de la American Political Science Association. De 2000 a 2006, fue miembro de la Political Studies Association. Desde 1988, es miembro de la Latin American Studies Association. De 1997 a 1993, fue miembro de la Association Française de Science Politique.
Es investigadora y profesora en el Centro de Estudios Internacionales de El Colegio de México. Ha sido investigadora visitante en el Instituto de Estudios Políticos de París, en la Universidad de Oxford, en el Radcliffe Institute for Advanced Study de la Universidad de Harvard y en el Instituto Kellog de la Universidad de Notre Dame. Es investigadora nivel III por el Sistema Nacional de Investigadores.
Está casada con el economista y exdirector de Petróleos Mexicanos, Adrián Lajous Vargas.

## Premios y distinciones
- Premio al mejor artículo de Historia de México por el Comité Mexicano de Ciencias Históricas en 1998.
- Premio de Investigación en Ciencias Sociales por la Universidad Autónoma de Nuevo León en 2001.
- Radcliffe Fellowship por la Universidad de Harvard en 2003.[5]
- Premio "Jesús Reyes Heroles" por el Círculo de Estudios México en 2006.
- Premio "Daniel Cosío Villegas" por el Instituto Nacional de Estudios Históricos de las Revoluciones de México (INEHRM) en 2008.
- Premio Nacional de Ciencias y Artes en el área de Historia, Ciencias Sociales y Filosofía en 2010.[6]
- Profesora-Investigadora Emérita de El Colegio de México en 2019.

## Obras publicadas
Ha colaborado como editorialista para el periódico La Jornada, ha escrito más de treinta artículos para diversas revistas, ha escrito más de sesenta capítulos para diversos libros publicados en México, Francia, Reino Unido, Argentina y Estados Unidos. Ha escritos prólogos y reseñas para más de treinta obras. Ha traducido obras de Peter H. Smith, Samuel E. Finer, David A. Brading y Dnella H. Meadows. Entre sus libros publicados se encuentran:  
- La restauración de la Iglesia católica en la transición mexicana, 2013
- Clases medias y política en México. La querella escolar 1959-1963, en 1968.
- México: auge, crisis y ajuste, 1982-1988. Los años del cambio, en 1992.
- La cooperación internacional en un mundo desigual, en 1994.
- Oposición y democracia, en 1996.
- Reforma del Estado y democracia en América Latina, en 1996.
- El Partido Acción Nacional: la larga marcha 1939-1994. Oposición leal y partido de protesta, en 1999.
- Del popularismo de los antiguos al populismo de los modernos, en 2001.
- "Siglo XX", tomo V de la Gran Historia Ilustrada de México, en 2002.
- Entre lo posible y lo probable. La experiencia de la transición en México, en 2008.
- Las consecuencias políticas de la expropiación bancaria, en 2008.
- Acción Nacional: el apetito y las responsabilidades del triunfo, en 2010.

Artículo:
- Perspectivas para una historia política del Distrito Federal en el siglo XX, Historia mexicana, v. 45, no. 1 (177) (jul.-sept. 1995), p. 99-158